# Каскад ГЕС на Парані

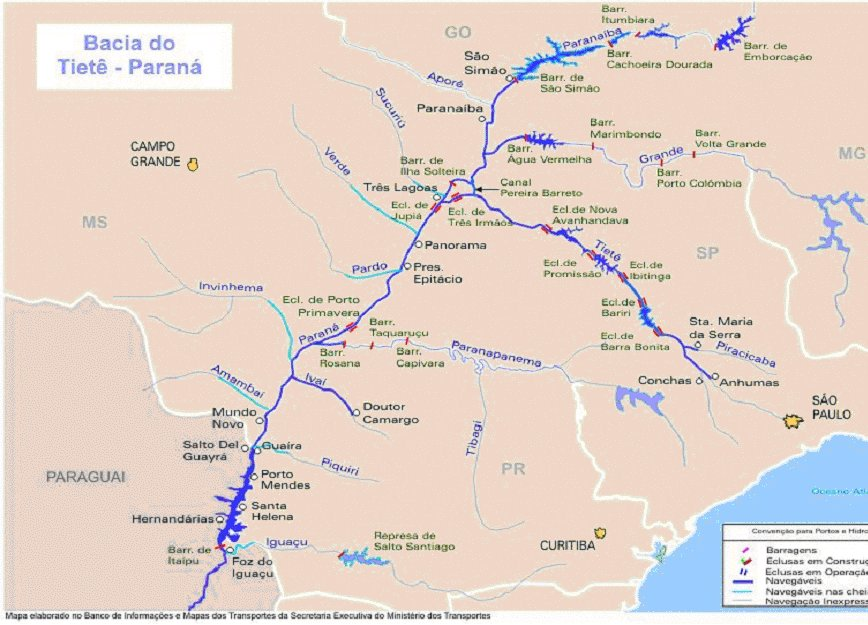
Схема розташування ГЕС у верхній частині басейну Парани. Ясірета на схемі не вказана, також зазначено тільки водосховище великої ГЕС Фурнас потужністю 1,3 ГВт у верхній течії Ріу-Гранді

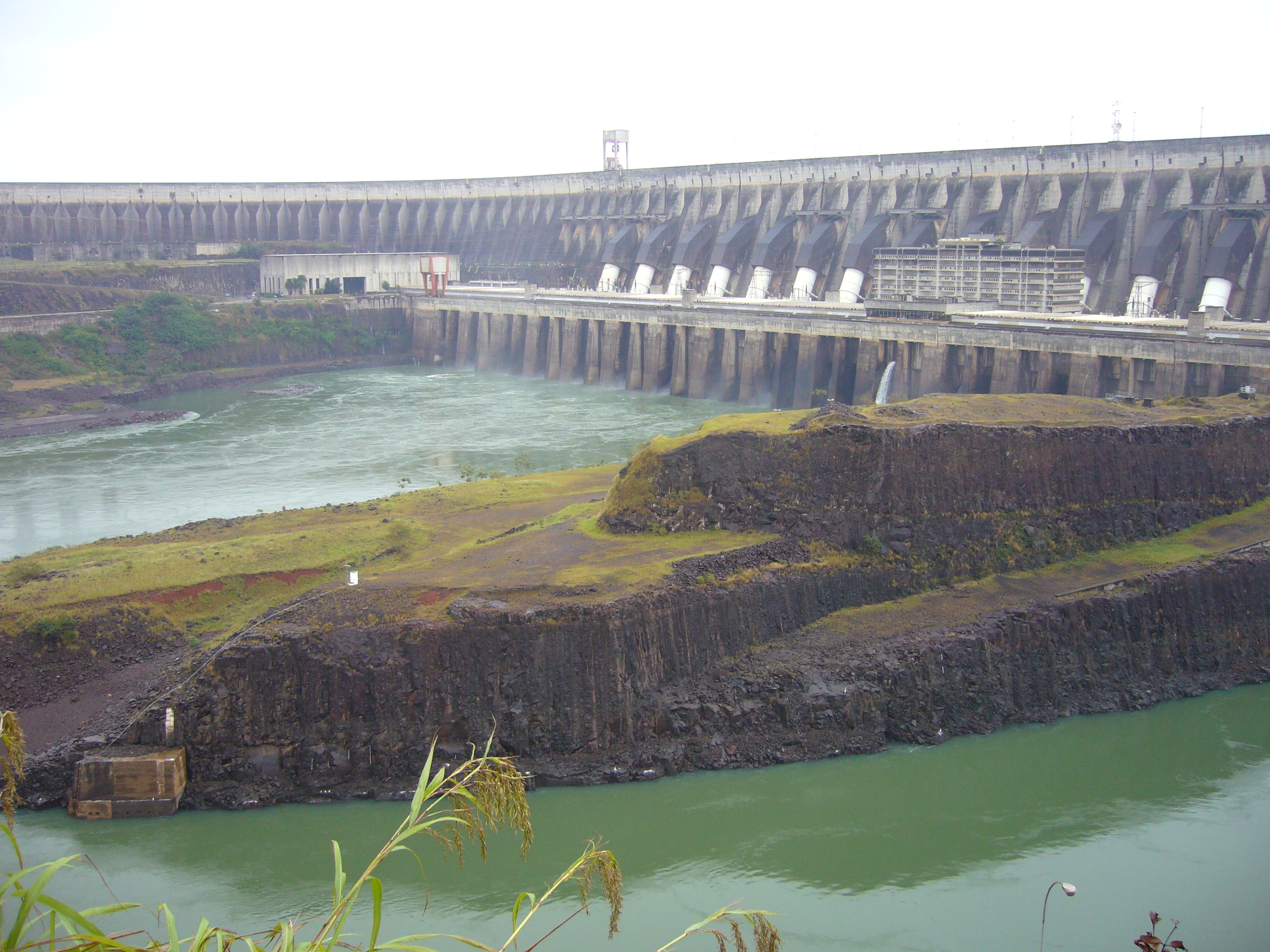
Одна з ГЕС каскаду, Ітайпу

Каскад ГЕС на Парані — один з найбільших у світі каскадів гідроелектростанцій, створений у Південній Америці на річці Парана, гідропотенціал якої перевищує 20 ГВт. Розташовується у декількох країнах регіону — Бразилії, Парагваї та Аргентині.
Включає в себе цілий ряд ГЕС із потужністю понад 1 ГВт, як то:
- Ітайпу (14 000  МВт) — друга в світі за встановленою електричною потужностю гідроелектростанція;
- Ілля-Солтейра (3444 МВт);
- Ясірета (3200 МВт);
- Суза Діаса (1551 МВт, раніше носила назву ГЕС Жупія);
- Порто Примавера (1540 МВт);

Всього в басейні річки побудовано або проектується понад 30 великих гребель.